# Caleta Tortel
Caleta Tortel (eller blot Tortel) er en by i det sydlige Chile. 
Byen er markant ved, at gaderne består er omkring 7,5 kilometer trapper og gangbroer konstrueret i træ. 
Caleta Tortel er forbundet til den chilenske sydvej Carretera Austral. 
Caleta Tortel ligger ved udmundningen af Bakerfloden og er den eneste større havneby ved Stillehavet mellem Chiles sydlige og nordlige isfelt. 
En flyveplads ligger i gåafstand fra byens bebyggelse.
Nærmeste større by er Cochrane 128 kilometer væk ad grusvej. Caleta Tortel ligger 462 kilometer fra Coyhaique.
Grusvejen til Carretera Austral blev anlagt i 2003.
Carleta Tortel er hovedsæde for Tortel Kommune med 507 indbyggere (2002).
Som følge af byens usædvanlige opbygning tiltrækkes turister, og byen har mange overnatningsmuligheder.
Der udgår ekskursioner fra byen, dels længere ture til Steffen-gletsjeren i nord og Jorge Montt gletsjeren i syd, dels en kortere tur til øen Isla de los Muertos.
I 2002, før vejen blev bygget, var Carleta Tortel besøgt af 1.700 turister, der kom med båd.
Borgmesteren Jose Vera ønskede, at anlæggelsen af vejen ville føre til en 100 procent baseret turistøkonomi for byen.
Økologer såsom Peter Hartmann frygtede, at det ville ødelægge byens særpræg.
Vejen stopper med en parkeringsplads i udkanten af Carleta Tortel og er således ikke ført igennem byen.
General Pinochet besøgte byen i 1996 og fortalte da personligt byens grundlægger, Roberto Vicera, at han ønskede en vej.
Den engelske prins William besøgte også Caleta Tortel i 2000 som en af 110 frivillige fra organisationen Raleigh International.

## Ekstern henvisning
- http://www.municipalidaddetortel.cl/ Arkiveret 31. august 2009 hos  Wayback Machine